# Mas Guineu (Cubelles)
El Mas Guineu és un conjunt d'edificis de Cubelles (Garraf) protegida com a Bé Cultural d'Interès Local.

## Descripció
Es tracta d'un conjunt d'edificacions aïllades. La principal és de planta rectangular, amb planta baixa, pis i coberta de teula àrab a dues vessants. A la part de llevant sobresurt una crugia a manera de torre, de planta baixa i tres pisos amb coberta de teula àrab a una vessant. Una espadanya d'un buit corona la façana. Al costat de ponent hi ha un safareig, bassa i pou.